# Diva house
Diva house o handbag house és un gènere de melodia i veus amb tints èpics de la música house que es va fer molt popular entre la comunitat LGTB durant la dècada de 1990. Es caracteritza per ressonants vocals femenines, en algunes ocasions samplejades d'altres gravacions. Aquests samples s'acostumaven a agafar típicament de gravacions de soul dels anys 1970, de música disco, de discs de gòspel i, fins i tot, de show tunes cantades per intèrprets com Bette Midler i altres icones gais. Aquest gènere bombàstic integra cançons interpretades tant per especialistes de l'estil com remescles de club de canons pop d'artistes com Mariah Carey, Patti LaBelle i Whitney Houston.
El nom de handbag house ve de grups de noies habituals als clubs que ballen al voltant d'una pilota formada per les seves bosses (bossa es tradueix com handbag en anglès).

## Característiques
El handbag house té prominents vocals femenines, staccatos dràmatics, breakdowns sintetitzats, patrons four-on-the-floor i riffs de piano. Té un tempo d'entre 118 i 125 BPM.

## Història
Aquest terme es va aplicar a cançons de house, EDM i dance pop amb veus samplejades de soul, R&B i gòspel creant una mescla endèmica i bombàstica, molt popular en la cultura LGTB. També es va originar quan el house era més underground i estava limitat a la comunitat gai, llatina i afroamericana. Va ser un dels subgèneres de la música house més mainstream a finals dels anys 1980 i després es va estendre als clubs de no cultura gai.

## Artistes
- Adeva
- Amber
- Amanda Wilson
- Angie Brown
- Ann Saunderson
- Barbara Tucker
- Bizarre INC
- Black Box
- Blaze
- C+C Music Factory
- Carol Jiani
- CeCe Peniston
- Crystal Waters
- David Morales
- Deborah Cooper
- Deborah Cox
- Dina Carroll
- Donna Allen
- Evelyn Thomas
- Freemasons
- Gloria Gaynor
- Hannah Jones
- Heather Small
- Inner City
- Jeanie Tracy
- Jocelyn Brown
- Joi Cardwell
- Judy Cheeks
- Kathy Brown
- Kim English
- Kristine W
- Kym Mazelle
- La Bouche
- Loleatta Holloway
- Lonnie Gordon
- M People
- Mariah Carey
- Martha Wash
- Maya Simantov
- Melanie Williams
- Offer Nissim
- Real McCoy
- Robin S.
- Rosie Gaines
- RuPaul
- Sabrina Johnston
- Sabrynaah Pope
- Sean Mannexer (Mèxic)
- Shapeshifters
- Shèna
- Snap!
- Suzanne Palmer
- Taylor Dayne
- Thea Austin
- Thelma Houston
- Ultra Naté
- Vernessa Mithcell
- Viola Willis

## Exemples
- Gonna Make You Sweat (Everybody Dance Now) – C+C Music Factor
- I'm In Love - Offer Nissim featuring Maya Simantov
- Feel What You Want (Our Tribe Vocal) - Kristine W
- Wish I Didn't Miss You (Hex Hector Vocal) - Angie Stone
- I'm Gonna Get You - Bizarre Inc
- I Don't Know Anybody Else - Black Box
- Everybody, Everybody - Black Box
- Where Love Lives - Alison Limerick
- Don't Lose the Magic - Shawn Cristopher
- Reach - Judy Cheeks
- Show Me Love - Robin S.
- Beautiful People - Barbara Tucker
- Superman - Offer Nissim featuring Maya Simantov
- Your Loving Arms - Billie Ray Martin
- And I'm Telling You I'm Not Going (Stonevridge Mix) - Donna Giles
- Caught in the Middle - Juliet Roberts
- Nitelife - Kim English
- LetThe Music Lift You Up - Loveland featuring Rachel McFarlane
- Satisfy My Love - Sabrina Johnston
- Going Round - D'Bora
- Look Ahead - Danny Tenaglia featuring Carole Sylvan
- Sweetest Day Of May - Joe T. Vannelli Project
- Another Star - Kathy Sledge
- Keep Love Together - Love to Infinity featuring Kellu Llorenna
- To Be In Love - Masters At Work featuring India
- What Hope Have I - Sphinx featuring Sabrina Johnston
- I Thank You - Adeva
- Feelin' Love - Soulsearcher featuring Donna Allen
- Nightlights - Polyphonics featuring Hasina Sheik
- Over You - Warren Clarke featuring Kathy Brown
- Cuando - Offer Nissim featuring Maya Simantov